# 96 Tears
«96 Tears» es una canción de la banda estadounidense Question Mark & the Mysterians publicada como sencillo en 1966. Fueron el sencillo y la canción de mayor éxito de la banda, logrando alcanzar el puesto n.º 1 en el Billboard Hot 100.

## Historia
La canción fue originalmente escrita por el integrante de la banda Rudy Martínez, alrededor de 1962. La grabación se hizo en Bay City, Míchigan. Se publicó y distribuyó a nivel nacional por el sello discográfico Cameo Records.
La canción es conocida por el sonido del órgano y su letra, de poco contenido pero sutilmente sexualizada.  96 Tears ha sido ampliamente reconocida como uno de los primeros éxitos de la banda y del garage rock e incluso se le ha dado el crédito de haber iniciado el movimiento punk rock.

## Personal
- Rudy Martínez - vocalista
- Robert Balderrama - guitarra líder
- Frank Rodriquez - órgano
- Frank Lugo - bajo eléctrico
- Robert Martínez - batería

## Reconocimientos
- En 1989, Dave Marsh la colocó en el puesto n.º 96 de su lista de Los 1001 mejores sencillos de la historia.[2]
- En 2006, la revista Pitchfork, colocó a 96 Tears en el puesto n.º 120 en la lista de Las 200 mejores canciones de los 60's.[3]
- En 1988, Rolling Stone la colocó en el puesto n.º 36 en la lista de Los 100 mejores sencillo de los últimos 25 años.[4]
- En 2004, la misma revista la colocó en el puesto n.º 210 en la lista de las 500 mejores canciones de todos los tiempos.[5]
- En 2003, la revista de música Q, la incluyó en su lista de las 1001 mejores canciones de siempre, colocándola en el n.º 488.[6]